# Crying Freeman
Pour les articles homonymes, voir Crying Freeman (homonymie).
Crying Freeman (クライングフリーマン, Kuraingu Furīman) est une série de seinen manga écrite par Kazuo Koike et dessinée par Ryōichi Ikegami. Elle a été prépubliée dans le magazine Weekly Big Comic Spirits de Shogakukan du 29 mars 1986 jusqu'en 1988.

Pré-publié en France dans la revue Kaméha aux éditions Glénat, ce manga a vu sa publication en volumes reliés chez ce même éditeur interrompue après deux tomes. Finalement, ce sont les Éditions Kabuto qui ont édité l'intégralité de la série jusqu'à la disparition de ces dernières. Fin 2023, Glénat réédite la série, dans une Perfect Edition, en cinq tomes.

## Résumé
Un potier japonais est enlevé, drogué, puis utilisé comme tueur par une organisation mafieuse chinoise. Après avoir mené sa première mission avec succès, à la surprise de ses commanditaires, il devient leur tueur attitré. Il est alors soumis à un rude entrainement au terme duquel un dragon est tatoué sur l'ensemble de son corps.
Tueur au sang-froid hors pair, il refuse pourtant d'abattre une jeune femme ayant vu son visage et qui pourrait le compromettre en témoignant auprès de la police ou des yakuzas, tous à la recherche du "Freeman". Après l'avoir aidée à fuir, il décide d'en faire sa femme.
Le Freeman est nommé chef des 108 Dragons, une branche fictive des Triades chinoises et son épouse est acceptée par l'organisation. Un immense tigre est alors tatoué sur son corps.
À chaque meurtre, le Crying Freeman ne peut s'empêcher de verser des larmes, d'où son surnom.

## Pré-publications
- Kaméha, volume 1, juillet 1994, pp. 6-72, avec une présentation du dessinateur Ryôichi Ikegami par Marc Godin pp. 4-5

## Publications
- Crying Freeman, tome 1, Glénat, 1995, 228p., coll. Kaméha, broché  (ISBN 2-7234-1833-2)
- Crying Freeman, tome 2, Glénat, 1995, 227p., coll. Kaméha, broché  (ISBN 2-7234-2018-3)
- Crying Freeman, tomes 1 à 10, Kabuto, 2005-2006
- Crying Freeman, Perfect Edition, cinq volumes, Glénat, 2023-2024.

## Adaptations
- Crying Freeman série de 6 OAV en 1988 par Daisuke Nishio
- Crying Freeman film de Christophe Gans en 1995

## Influences
Le rappeur du groupe IAM, Freeman, tire son nom de ce manga.